# Melchior
Melchior er et for- og efternavn. Både en dansk (kristen) slægt og en tysk-dansk jødisk slægt, som stammer fra Hamborg, fører efternavnet Melchior.[kilde mangler]

## Som efternavn
Denne liste er ufuldstændig; hjælp gerne med at udfylde den.
- Arne Melchior, dansk politiker.
- Arnold Melchior, dansk redaktør.
- Bent Melchior, dansk overrabbiner.
- Carl Melchior, tysk jurist, bankier og politiker.
- Ib Melchior, dansk-amerikansk forfatter og filmmand. Søn af Lauritz Melchior.
- Israel B. Melchior, dansk ingeniør, fabrikant og amatørfotograf.
- Jair Melchior, dansk overrabbiner.
- Karen Melchior, dansk politiker og tidl. diplomat.
- Lauritz Melchior, dansk-amerikansk tenor.
- Marcus Melchior, dansk overrabbiner.
- Michael Melchior, israelsk politiker og norsk overrabiner.
- Moritz Gerson Melchior, dansk handelsmand og skibsreder.
- Moses Melchior, dansk grosserer og skibsreder.
- Nathan Melchior, dansk læge.
- Otto Melchior, dansk kommunist og modstandsmand.
- Torben Melchior, dansk højesteretspræsident.
- Werner David Melchior, dansk-israelsk politiker